# Cantone di Langueux
Il Cantone di Langueux era una divisione amministrativa dell'Arrondissement di Saint-Brieuc.
A seguito della riforma approvata con decreto del 13 febbraio 2014, che ha avuto attuazione dopo le elezioni dipartimentali del 2015, è stato soppresso.

## Composizione
Comprendeva 4 comuni:
- Hillion
- Langueux
- Trégueux
- Yffiniac